# Ananteris platnicki
Espèce
Ananteris platnicki est une espèce de scorpions de la famille des Ananteridae.

## Distribution
Cette espèce se rencontre au Costa Rica et au Panama.

## Description
Le tronc du mâle holotype mesure 2,6 mm.

## Systématique et taxinomie
Cette espèce a été décrite par Lourenço en 1993.

## Étymologie
Cette espèce est nommée en l'honneur de Norman I. Platnick.

## Publication originale
- Lourenço, 1993 : « A review of the geographical distribution of the genus Ananteris Thoreli (Scorpiones: Buthidae), with description of a new species. » Revista de Biologia Tropical, vol. 41, no 3A, p. 697-701 (texte intégral).